# W. F. Poole & Company
W. F. Poole & Company war ein Montagewerk für Kraftfahrzeuge und damit Teil der Automobilindustrie in Irland.

## Unternehmensgeschichte
Das Unternehmen hatte seinen Sitz in Dublin. Die älteste Erwähnung stammt von 1936. In dem Jahr ist erstmals die Montage von Automobilen überliefert. Die Teile kamen von Morris Commercial.
1954 oder 1955 kam es zur Fusion mit Booth Bros. zu Booth Poole & Company.

## Fahrzeuge
Das Unternehmen montierte Nutzfahrzeuge von Morris und bot diese an. Sie waren mit Nutzlasten zwischen 762 kg (15 Hundredweight) und 6096 kg (6 Long ton) angegeben.